# Agonopterix
Genre
Agonopterix est un genre de lépidoptères (papillons) de la famille des Depressariidae.

## Liste des espèces rencontrées en Europe
- Agonopterix abditella Hannemann, 1959
- Agonopterix adspersella (Kollar, 1832)
- Agonopterix alpigena (Frey, 1870)
- Agonopterix alstromeriana (Clerck, 1759)
- Agonopterix angelicella (Hübner, 1813)
- Agonopterix arctica (Strand, 1902)
- Agonopterix arenella (Denis & Schiffermüller, 1775)
- Agonopterix aspersella (Constant, 1888)
- Agonopterix assimilella (Treitschke, 1832)
- Agonopterix astrantiae (Heinemann, 1870)
- Agonopterix atomella (Denis & Schiffermüller, 1775)
- Agonopterix banatica Georgesco, 1965
- Agonopterix bipunctosa (Curtis, 1850)
- Agonopterix broennoeensis (Strand, 1920)
- Agonopterix budashkini Lvovsky, 1998
- Agonopterix cachritis (Staudinger, 1859)
- Agonopterix cadurciella (Chrétien, 1914)
- Agonopterix capreolella (Zeller, 1839)
- Agonopterix carduella (Hübner, 1817)
- Agonopterix cervariella (Constant, 1884)
- Agonopterix chironiella (Constant, 1893)
- Agonopterix ciliella (Stainton, 1849)
- Agonopterix cinerariae Walsingham, 1907
- Agonopterix cluniana Huemer & Lvovsky, 2000
- Agonopterix cnicella (Treitschke, 1832)
- Agonopterix comitella (Lederer, 1855)
- Agonopterix conterminella (Zeller, 1839)
- Agonopterix crassiventrella (Rebel, 1891)
- Agonopterix curvipunctosa (Haworth, 1811)
- Agonopterix cyrniella (Rebel, 1929)
- Agonopterix doronicella (Wocke, 1849)
- Agonopterix dumitrescui Georgesco, 1965
- Agonopterix ferocella (Chrétien, 1910)
- Agonopterix ferulae (Zeller, 1847)
- Agonopterix fruticosella (Walsingham, 1903)
- Agonopterix funebrella (Caradja, 1920)
- Agonopterix furvella (Treitschke, 1832)
- Agonopterix graecella Hannemann, 1976
- Agonopterix heracliana (Linnaeus, 1758)
- Agonopterix hippomarathri (Nickerl, 1864)
- Agonopterix hypericella (Hübner, 1796)
- Agonopterix iliensis (Rebel, 1936)
- Agonopterix inoxiella Hannemann, 1959
- Agonopterix irrorata (Staudinger, 1870)
- Agonopterix kaekeritziana (Linnaeus, 1767)
- Agonopterix kuznetzovi Lvovsky, 1983
- Agonopterix laterella (Denis & Schiffermüller, 1775)
- Agonopterix leucadensis (Rebel, 1932)
- Agonopterix ligusticella (Chrétien, 1908)
- Agonopterix liturosa (Haworth, 1811)
- Agonopterix melancholica (Rebel, 1917)
- Agonopterix mendesi Corley, 2002
- Agonopterix multiplicella (Erschoff, 1877)
- Agonopterix mutatella Hannemann, 1989
- Agonopterix nanatella (Stainton, 1849)
  - Agonopterix nanatella aridella (Mann, 1869)
  - Agonopterix nanatella nanatella (Stainton, 1849)
- Agonopterix nervosa (Haworth, 1811)
- Agonopterix nodiflorella (Millière, 1866)
- Agonopterix ocellana (Fabricius, 1775)
- Agonopterix oinochroa (Turati, 1879)
- Agonopterix ordubadensis Hannemann, 1959
- Agonopterix pallorella (Zeller, 1839)
- Agonopterix parilella (Treitschke, 1835)
- Agonopterix perezi Walsingham, 1907
- Agonopterix perstrigella (Chrétien, 1925)
- Agonopterix petasitis (Standfuss, 1851)
- Agonopterix propinquella (Treitschke, 1835)
- Agonopterix pupillana (Wocke, 1887)
- Agonopterix purpurea (Haworth, 1811)
- Agonopterix putridella (Denis & Schiffermüller, 1775)
- Agonopterix quadripunctata (Wocke, 1857)
- Agonopterix rotundella (Douglas, 1846)
- Agonopterix rutana (Fabricius, 1794)
- Agonopterix scopariella (Heinemann, 1870)
  - Agonopterix scopariella calycotomella (Amsel, 1958)
  - Agonopterix scopariella scopariella (Heinemann, 1870)
- Agonopterix selini (Heinemann, 1870)
- Agonopterix senecionis (Nickerl, 1864)
- Agonopterix seraphimella (Lhomme, 1929)
- Agonopterix silerella (Stainton, 1865)
- Agonopterix squamosa (Mann, 1864)
- Agonopterix straminella (Staudinger, 1859)
- Agonopterix subpropinquella (Stainton, 1849)
- Agonopterix subumbellana Hannemann, 1959
- Agonopterix thapsiella (Zeller, 1847)
- Agonopterix thurneri (Rebel, 1941)
- Agonopterix tschorbadjiewi (Rebel, 1916)
- Agonopterix umbellana (Fabricius, 1794)
- Agonopterix vendettella (Chrétien, 1908)
- Agonopterix yeatiana (Fabricius, 1781)